# Zweedse emigratie naar de Verenigde Staten

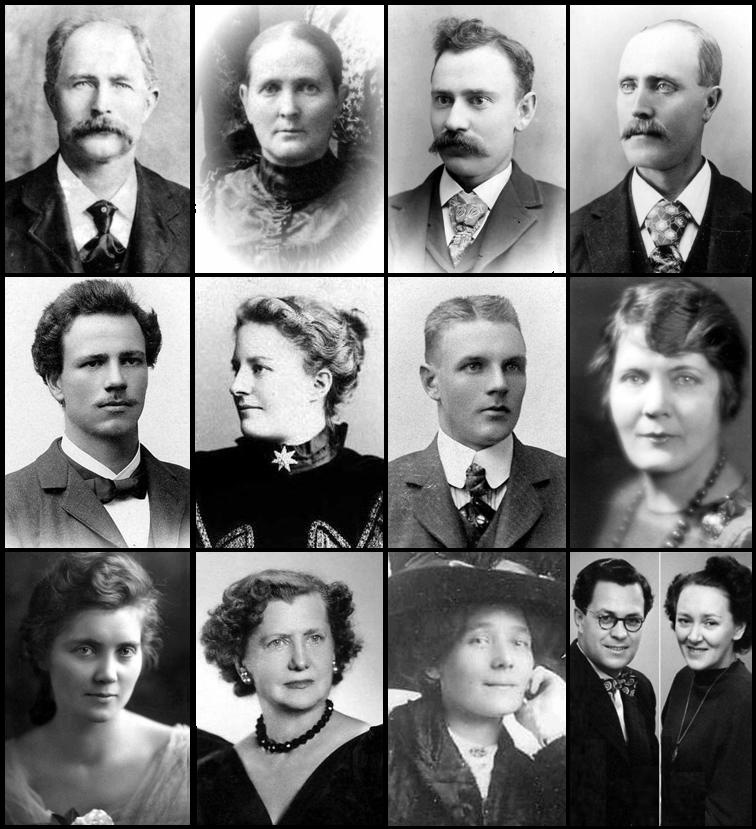
Dertien van de Zweeds-Amerikaanse pioniers.

Tijdens de Zweedse emigratiegolf naar de Verenigde Staten in de negentiende en begin twintigste eeuw vertrokken 1,3 miljoen Zweden naar de VS.

## Achtergrond
De belangrijkste motivatie hiervoor was de beschikbaarheid van goedkope, hoogkwalitatieve landbouwgrond in het noordwesten (Upper Midwest, het gebied vanaf Illinois tot aan Montana) en goedbetaalde banen in de machinebouw en fabrieken in Chicago, Minneapolis, Worcester en diverse kleine steden. De aanwezigheid van godsdienstvrijheid oefende op sommigen ook aantrekkingskracht uit.
De meeste migratie werkte als een kettingreactie; vroege kolonisten brachten verslag uit en gaven aanbevelingen en reisgeld aan hun familieleden en vrienden in Zweden, die vervolgens dezelfde route volgden op weg naar hun nieuwe thuisland. Een belangrijke aanjager was de bevolkingsgroei in Zweden en het toenemende tekort aan goede landbouwgrond. Bijkomende factoren in de vroege beginfasen van migratie waren onder meer de mislukte oogsten, het gebrek aan industriële banen in stedelijk Zweden en voor sommigen de wens om aan het gezag van de gevestigde staatskerk te kunnen ontsnappen. Na 1870 waren de trans-Atlantische tarieven goedkoop. Rond 1880 hadden de Amerikaanse spoorwegen tussenpersonen in Zweden gestationeerd, die speciale aanbiedingen hadden voor een enkele reis voor het hele gezin. De spoorweg zou de familie, hun meubels en landbouwwerktuigen verschepen en bovendien een financiële deal verstrekken om de aflossing van de boerderij over een aantal jaren te kunnen uitstrijken.
De Zweedse migratie bereikte haar hoogtepunt tussen 1870 en 1900. Rond 1890 vermeldde U.S. census (officiële volkstelling) een populatie van om en nabij 800.000 Amerikanen van Zweedse origine. Veel van de immigranten werden de klassieke pionier en ontruimden en cultiveerden de prairies op de Grote Vlakten, terwijl anderen in de steden verbleven, met name in Chicago. Alleenstaande jonge vrouwen gingen meestal rechtstreeks van het werk in de landbouw op het Zweedse platteland, naar een baantje als hulp in de huishouding. Veel gevestigde Amerikanen van Zweedse komaf bezochten hun geboorteland aan het einde van de negentiende eeuw. Hun verhalen laten het verschil in gewoonten en omgangsvormen zien. Sommigen ondernamen de reis met de bedoeling hun oude dag door te brengen in Zweden.
Na een kleine daling in de jaren 1890 nam de emigratie weer toe, waardoor in Zweden op staatsniveau onrust ontstond. Op dat moment was de Zweedse economie al aanzienlijk gegroeid, maar de gangbare hoge lonen in de Verenigde Staten bleven aantrekkelijk. In 1907 werd een breed georiënteerde Parlementaire Emigratie Commissie opgericht. Er werden sociale en economische hervormingen aanbevolen om de emigratie terug te dringen door 'de beste kanten van Amerika naar Zweden te brengen'. De belangrijkste voorstellen van de Commissie werden snel uitgevoerd: algemeen stemrecht voor mannen, betere huisvesting, algemene economische ontwikkeling en breder volksonderwijs, maatregelen die ook aan talloze andere factoren kunnen worden toegeschreven.
Het effect van deze maatregelen op de migratie is moeilijk in te schatten aangezien de Eerste Wereldoorlog uitbrak, een jaar nadat de Commissie haar laatste boek had gepubliceerd, waardoor de emigratie sterk terugliep. Vanaf midden jaren '20 was er geen sprake meer van een massale emigratie vanuit Zweden.

## Vroege geschiedenis: de Zweeds-Amerikaanse droom
De Zweedse West-Indische Compagnie stichtte in 1638 een kolonie aan de Delawarerivier en noemde die Nya Sverige (Nieuw Zweden). De kleine nederzetting telde op zijn hoogtepunt ongeveer een ruwe 600 Zweedse en Finse kolonisten (Finland maakte toen deel uit van Zweden). In 1655 kwam het in Nederlandse handen en werd onderdeel van Nieuw-Nederland, maar de afstammelingen van de oorspronkelijke kolonisten bleven tot eind achttiende eeuw Zweeds spreken. De hedendaagse herinneringen aan de geschiedenis van Nieuw-Zweden worden afgespiegeld in de aanwezigheid van het Amerikaans-Zweeds Historisch Museum in Philadelphia, Fort Christina State Park in Wilmington, Delaware en The Printzhof in Essington, Pensylvania.
De historicus H. A. Barton heeft gesuggereerd dat de grootste betekenis van Nieuw-Zweden is gelegen in de sterke en langdurige interesse voor Amerika die de kolonie in Zweden opwekte. Amerika werd gezien als de vaandeldrager van het liberalisme en persoonlijke vrijheid, en werd een ideaal voor liberale Zweden. Hun bewondering voor Amerika werd gecombineerd met het idee van een voorbije Zweedse Gouden Eeuw met eeuwenoude Scandinavische idealen. De tijdloze 'Zweedse waarden' die naar alle waarschijnlijkheid aangetast waren door buitenlandse invloeden, zouden door de Zweden herontdekt worden in de Nieuwe Wereld. Dit bleef een fundamenteel gegeven in Zweeds debat en later in Zweeds-Amerikaans debat over Amerika, hoewel de aanbevolen 'tijdloze' waarden in de loop der tijd veranderden. In de zeventiende en achttiende eeuw zouden Zweden die om meer godsdienstvrijheid riepen, vaak verwijzen naar Amerika als ultiem symbool hiervan. In de negentiende eeuw verschoof het accent van religie naar politiek toen liberale burgers uit de hiërarchische Zweedse klassenmaatschappij met bewondering naar het Amerikaanse Republikeinse stelsel en haar burgerrechten keek. Aan het begin van de twintigste eeuw omarmde de Zweeds-Amerikaanse droom zelfs het denkbeeld van een welzijnsstaat die verantwoordelijk was voor al zijn burgers. Door deze veranderende ideeën liep vanaf het begin de stroming, die in de latere twintigste eeuw alles bij zich droeg: Amerika als droom en symbool van onbelemmerd individualisme.
Vóór de negentiende eeuw bleef het Zweedse debat over Amerika vooral theoretisch omdat weinig Zweden een persoonlijke ervaring met de natie hadden. Emigreren was illegaal en de bevolking werd gezien als bezit van de naties. Tussen 1750 en 1850 verdubbelde het inwonersaantal echter en aangezien de bevolkingsgroei de economische ontwikkeling voorbijstreefde, leidde dit tot angst voor overbevolking. Dit was gebaseerd op de bevolkingstheorie van Thomas Maltus. Rond 1830 werden de emigratie verbiedende wetten ingetrokken.

## Negentiende eeuw
Akenson voert aan dat zware tijden in Zweden vóór 1867 zorgden voor een sterk push-effect, maar dat de meeste Zweden om culturele redenen weigerden te emigreren en thuis bleven. De behoefte in hogere kringen aan goedkope arbeidskrachten, de instinctieve bereidheid van de geestelijke van de staatskerk om emigratie te ontmoedigen op zowel morele als sociale gronden, het respect van de lagere sociale klasse voor de machtsgalerij die boven hen zweefde- al deze dingen vormden een bouwwerk van culturele aarzeling met betrekking tot emigratie.

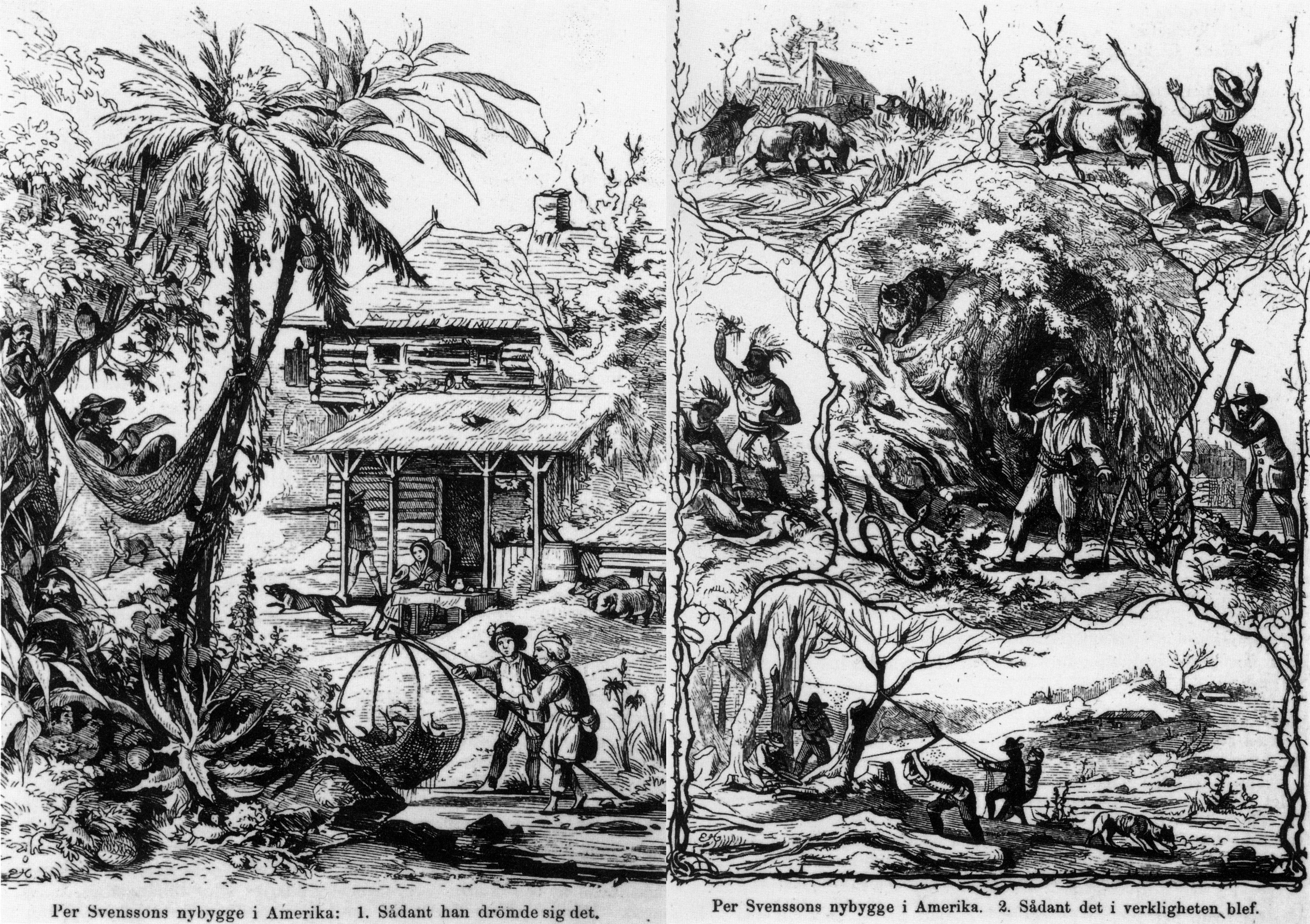
Zweedse anti-emigratiepropaganda die de droom van de Amerikaanse idylle (links) en de realiteit van Per Svensson zijn leven in de woestijn (rechts) vertegenwoordigt. Daar wordt hij bedreigd door een poema, een grote slag en wilde indianen die iemand scalperen en iemand de buik openrijten.

Enkele 'afwijkende' personen van de heersende stroming vertrokken en baanden de weg. De ernstige economische ontbering tijdens de 'Grote Ontbering' van 1867 tot 1869 overwon uiteindelijke de terughoudendheid en de sluisdeuren gingen open om een 'cultuur van emigratie' te produceren.

### Massa-emigratie vanuit Europa: push en pull
De grootschalige Europese emigratie naar de Verenigde Staten begon rond 1840 vanuit Groot-Brittannië, Ierland en Duitsland. Die werd gevolgd door een stijgende emigratiegolf na 1850 vanuit de meest Noord-Europese landen en achtereenvolgens vanuit Centraal-Europa en Zuid-Europa. Het onderzoek naar de krachten achter deze massale Europese emigratie is gebaseerd op statistische methoden. Een breed geaccepteerde theorie is de analyse van Jerome uit 1926 van de push- en pull-factoren - drijfveren achter emigratie worden respectievelijk door de omstandigheden in Europa en de VS teweeggebracht. Jerome was van mening dat fluctuaties in emigratie meer samenvielen met de economische ontwikkelingen in de VS dan met Europa, en leidde hieruit af dat de aantrekkingskracht groter was dan de stimulans. Bij Jerome's bevindingen zijn vraagtekens gezet, maar ze vormen nog steeds de basis van veel werk op dit gebied.
De emigratiepatronen binnen de Scandinavische landen ̶ Finland, Zweden, Noorwegen, Denemarken en IJsland laten een opvallend verschil zien. De massa-emigratie in Scandinavië begon in Noorwegen, die gedurende de gehele eeuw ook het hoogste emigratiecijfer behield. Zweden begon begin 1840 en had na Ierland en Noorwegen op drie na het hoogste emigratiecijfer van heel Europa. Denemarken liet een constant laag emigratiecijfer zien, terwijl IJsland een late start maakte maar al snel vergelijkbare cijfers met Noorwegen liet zien. Finland, dat voor het eind van de jaren 1880 geen massale emigratie kende, en in die tijd onderdeel uitmaakte van het Russische Rijk, wordt gewoonlijk ingedeeld als deel van de Oost-Europese golf.

### Oversteek van deAtlantische Oceaan

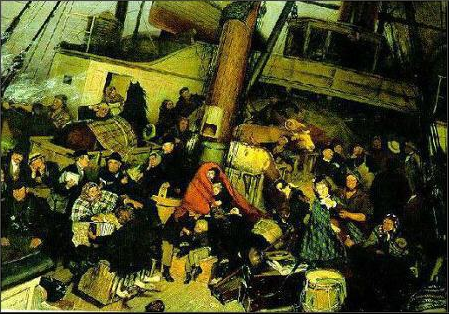
De Emigranten door Knut Ekwall (1843-1912) verbeeldt de visie van de kunstenaar van hoe de negentiende-eeuwse trans-Atlantische overtocht eruit zou kunnen zien. Datum onbekend.

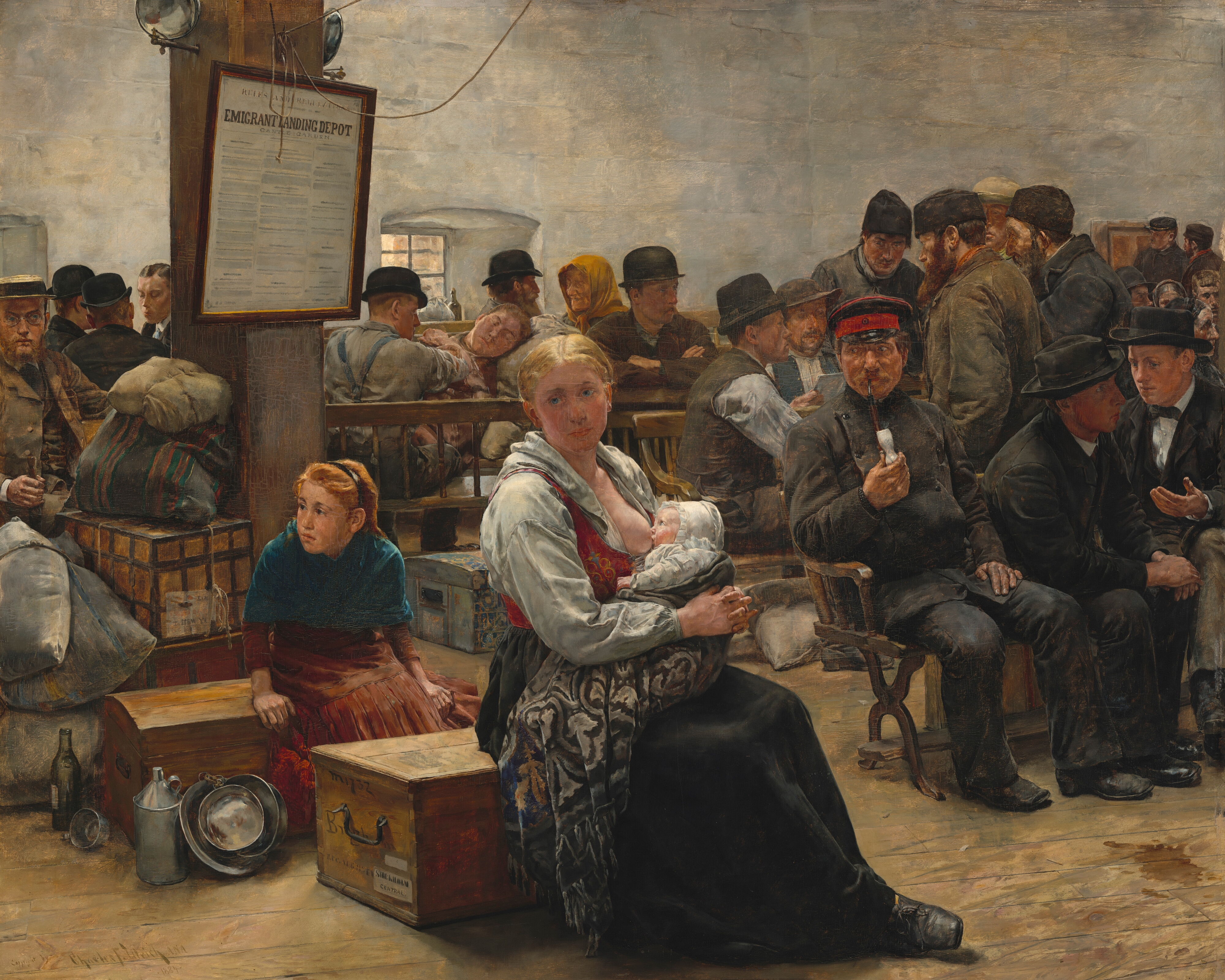
In het Beloofde Land, Castle Garden (1884) door Charles Frederic Ulrich toont de aanmeerplaats van de immigranten in Manhattan.

De eerste Europese emigranten reisden in het ruim van zeilende vrachtschepen. Met de komst van het stoomtijdperk werd eind jaren zestig van de negentiende eeuw een efficiënt trans-Atlantisch transportmechanisme voor personenvervoer opgezet. Het was gebaseerd op oceaanboten die gerund werden door internationale scheepvaartmaatschappijen. De bekendste zijn Cunard, White Star Line en Inman. De snelheid en grotere capaciteit van de stoomschepen zorgden ervoor dat de tickets goedkoper werden. De vervoersbedrijven exploiteerden verschillende routes vanuit de Zweedse havensteden Stockholm, Malmö en Göteborg. Sommige routes hadden complexe startfasen met als gevolg een lange, moeizame reis op het land en ter zee. Zo vertrouwden Noord-Duitse transportbedrijven op de reguliere dienst tussen Stockholm en Lubeck om Zweedse emigranten naar Lubeck te brengen, om vandaar uit met de Duitse treindienst naar Hamburg of Bremen te reizen. Daar stapten ze aan boord van schepen die hen naar de Britse havens van Southampton en Liverpool brachten, om daar over te stappen op een van de grote trans-Atlantische lijnboten naar New York. De meeste Zweedse emigranten reisden echter van Gotenburg naar Hull op speciale boten gerund door de Wilson Linde, daarna per trein door naar Liverpool en de grote schepen.
Later in de negentiende eeuw financierden de grote scheepvaartmaatschappijen de Zweedse emigrantenagenten en de productie van grote hoeveelheden emigratiepropaganda. Veel van dit promotiemateriaal, zoals folders, werd in de VS door immigratiepromotors geproduceerd. De expediteurs met hun propaganda en reclame die ze maakten, werden vaak verantwoordelijk gehouden voor de emigratie door de conservatieve Zweedse heersende klasse. Ze werden steeds verontruster bij het zien dat de agrarische beroepsbevolking het land verliet. In de negentiende eeuw was het in Zweden cliché om de dalende prijs van de tickets en de propaganda voor emigratie door de vervoersbedrijven aan te wijzen als oorzaak van de emigratie- hype, maar de meningen van moderne historici lopen uiteen over de werkelijke betekenis van deze factoren. Brattne en Akerman hebben de reclamecampagnes en de ticketprijs onder de loep genomen als mogelijk derde factor bij het push en pull mechanisme. Zij concluderen dat noch de advertenties, noch de prijsstelling van doorslaggevende betekenis waren op de Zweedse emigratie. Terwijl de maatschappijen onwillig blijven om hun archieven vanaf 2007 open te stellen voor onderzoekers, tonen de beperkte bronnen die er zijn dat de prijs van de tickets eind 1880 daalde, maar over het algemeen kunstmatig hoog werd gehouden door kartelvorming en ongeoorloofde prijsafspraken. Aan de andere kant stelt Barton dat de kosten voor de overtocht over de Atlantische Oceaan tussen 1865 en 1890 drastisch daalden, waardoor armoedige Zweden konden emigreren. Het onderzoek door Brattne en Akerman heeft aangetoond dat de folders die door de rederij-agenten aan potentiële emigranten werden gestuurd, niet zozeer de omstandigheden in de Nieuwe Wereld roemden, dan wel het gerief en comfort van het specifieke bedrijf benadrukten. De omstandigheden van het leven in Amerika waren niet mooier voorgesteld en het algemene advies aan emigranten was kort en feitelijk. Hoewel er veel werd geadverteerd in de kranten, was de inhoud stereotiep en een herhaling.

### Halverwege de negentiende eeuw

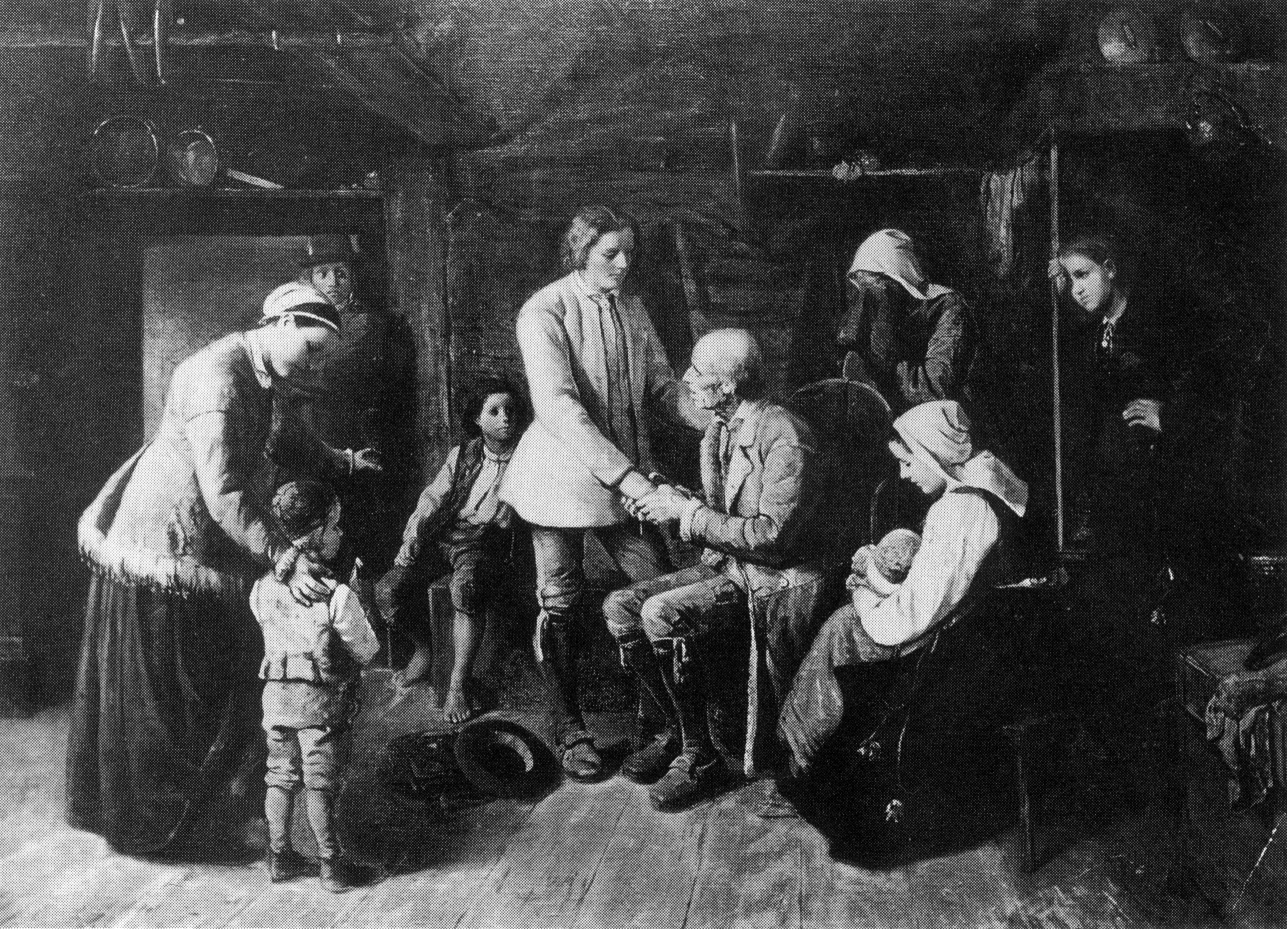
De emigranten door S.V. Helander (1839-1901): een jonge landbouwer neemt ingetogen afscheid van vrienden en familie.

De Zweedse emigratiegolf begon in het voorjaar van 1841 met het vertrek van Gustaf Unionius (1810-1902) samen met zijn vrouw, hun hulp in de huishouding en twee studenten. Deze kleine groep stichtte in Waukesha County (Wisconsin) een nederzetting die ze New Uppsala noemden en begon de wildernis vol enthousiasme voor het leven in het Westen in 'een van de mooiste valleien ter wereld' te cultiveren. Nadat Unionius zich naar Chicago had verplaatst, raakte hij al snel gedesillusioneerd over het leven in Amerika, maar zijn berichten waarin hij zijn lof betuigde van het eenvoudige en deugdzame leven als pionier, waren al verschenen in de liberale krant Aftonbladet en hadden aantrekkingskracht uitgeoefend op Zweden die westwaarts gingen.
De groeiende uittocht van de Zweden werd veroorzaakt door economische, politieke en godsdienstige omstandigheden waardoor vooral de plattelandsbevolking getroffen werd. Europa was in de greep van een economische depressie. In Zweden groeide de populatie en herhaaldelijke mislukkingen van de oogst maakten het steeds moeilijker om in het levensonderhoud te voorzien van de kleine stukjes land waar minstens driekwart van de bevolking afhankelijk van was. De omstandigheden op het platteland waren vooral ontmoedigend in de stenige provincie Småland, die de kern vormde van de emigratie. Het Amerikaanse Middenwesten was een tegenpool van de landbouw in Småland, want volgens Unionius 'benadert het meer dan welk ander land ter wereld het ideaal zoals natuur bedoeld is voor geluk en troost van de mensheid'. In het Midden-Westen was prairieland uitgestrekt, kleiachtig en in staatshanden. Vanaf 1841 werd het verkocht aan kolonisten voor $1,25 per ha, ($30 per akker/$74 ha vanaf 2018) volgens de Preemption Act van 1841 (later vervangen door de Homestead Act). Het goedkope en vruchtbare land van Illinois, Iowa, Minnesota en Winconsin was onweerstaanbaar voor landloze en verarmde Europese boeren. Het lokte ook meer gevestigde boeren aan.
De politieke vrijheid van de Amerikaanse republiek oefende een vergelijkbare aantrekkingskracht uit. De Zweedse boeren behoorden tot de meest geletterden van Europa en hadden daarom toegang tot het Europese gelijkheidsbeginsel en radicale ideeën die het hoogtepunt bereikten tijdens de revolutie van 1848. De botsing tussen het Zweedse liberalisme en een onderdrukkend monarchistisch regime, kweekte bewustzijn aan onder de minder bevoorrechte klasse van wie velen naar de VS keken om hun republikeinse idealen verwezenlijken.
De dissenters namen aanstoot aan tegen de behandeling door de Lutheraanse staatskerk als gevolg van de aangenomen Conventicle Act. Op het platteland waren de botsingen tussen de plaatselijke kerkgangers en de nieuwe kerken het meest explosief. Hier waren de piëtisten actiever en stonden ze directer onder toezicht van plaatselijke ordehandhavers en de pastoor. Voordat in 1809 niet-Lutherse kerken getolereerd werden, leidden beperkende maatregelen tot een verbod van illegale vormen van godsdienstoefening en onderwijs, waardoor vaak hele groepen godsdienstbeoefenaars gezamenlijk vertrokken, met de bedoeling hun spirituele gemeenschap in het nieuwe land te op te richten. Het grootste gedeelte van dergelijke andersdenkenden, dat bestond uit 1.500 aanhangers van Eric Jansson, vertrok eind 1840 en stichtte een gemeenschap in Bishop Hill in Illinois.
Het eerste handboek voor Zweedse emigranten werd in 1841 gepubliceerd, het jaar waarin Unonius vertrok, en tussen 1849 en 1855 verschenen nog eens negen handboeken. Groepen houthakkers en ijzermijnwerkers werden rechtstreeks door tussenpersonen in Zweden gerekruteerd. Ook verschenen er tussenpersonen die bouwvakkers voor de Amerikaanse spoorwegen rekruteerden, waarvan de eerste in 1854 scoutte voor de Illinois Central Railroad.
De Zweedse gevestigde orde keurde emigratie stellig af. De emigratie verontrustte zowel de geestelijke als seculiere autoriteiten doordat men het zag als uitputting van de beroepsbevolking en als een daad van openlijke ongehoorzaamheid onder de lagere sociale klasse. Veel memoires en dagboeken van emigranten schetsen een symbolisch vroeg tafereel waarin de plaatselijke geestelijken uitreizigers waarschuwen hun ziel te riskeren onder de buitenlandse heidenen. De conservatieve pers beschreef emigranten als personen met gebrek aan vaderlandsliefde en ruggengraat: "geen arbeider is luier, immoreler en onverschilliger dan zij die naar andere plaatsen emigreren." Emigratie werd gehekeld als een blinde 'rage' of 'bevlieging' die in een onwetend volk was geïmplanteerd door instrumenten van buitenaf. De liberale pers kaatste terug dat de lakeien van de monarchie er niet in waren geslaagd rekening te houden met de ellendige omstandigheden op het platteland en de achterlijkheid van de economische en politieke instituten. "Ja, emigratie is werkelijk een 'rage'," schreef de liberale Göteborg Handels- och Sjöfartstidning sarcastisch. "De 'rage om je buik vol te willen eten nadat je hard gewerkt hebt'. De 'bevlieging' om voor jezelf en je gezin op een eerlijke manier in je levensbehoeften te voorzien!"

### Eind negentiende eeuw

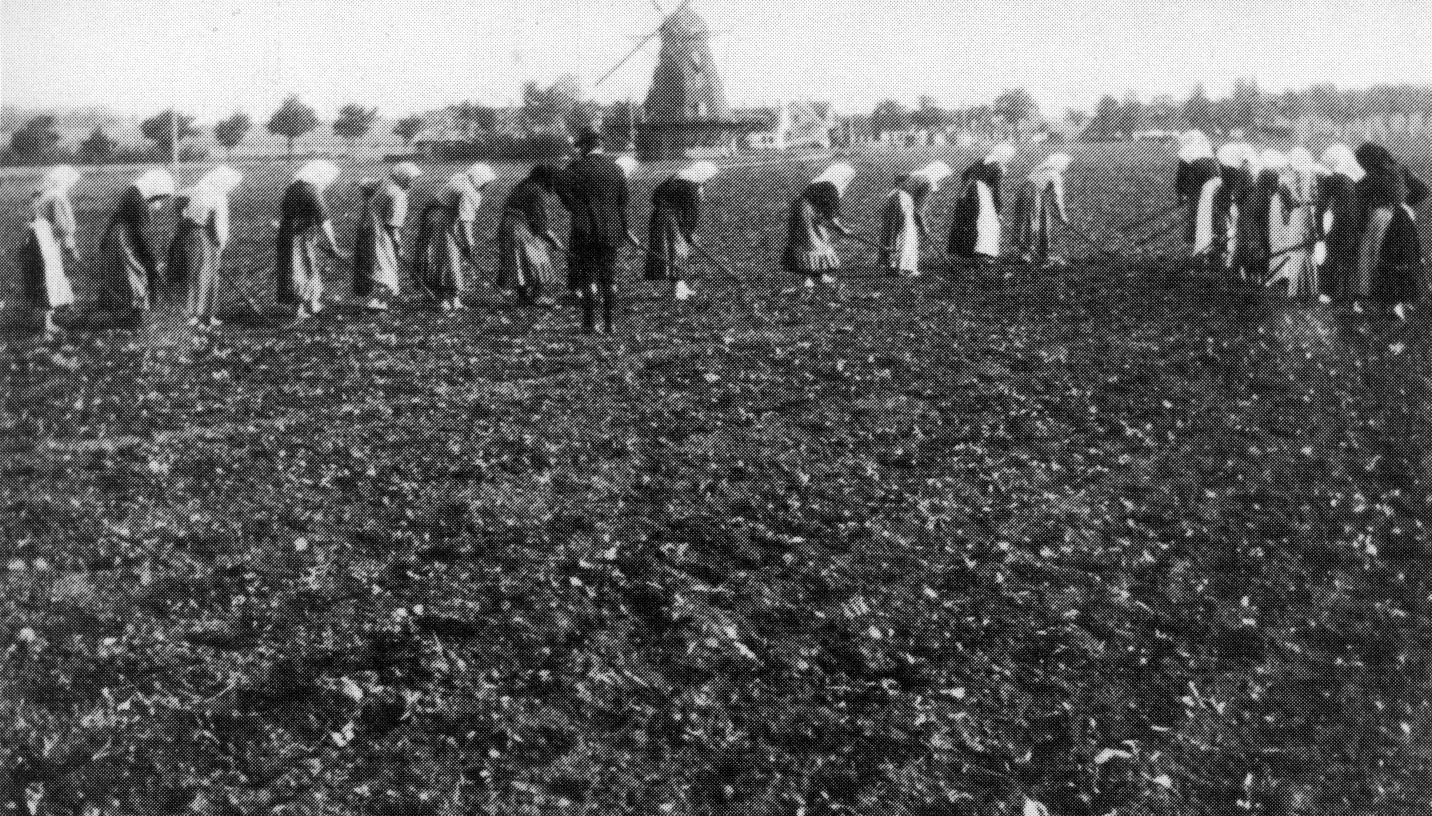
Vrouwen op een laat negentiende-eeuwse suikerbietenplantage in Zweden. De productie van suiker was tot het einde van deze eeuw niet gemechaniseerd, erg arbeidsintensief en slecht betaald. Dit wakkerde de Amerikaanse droom aan.

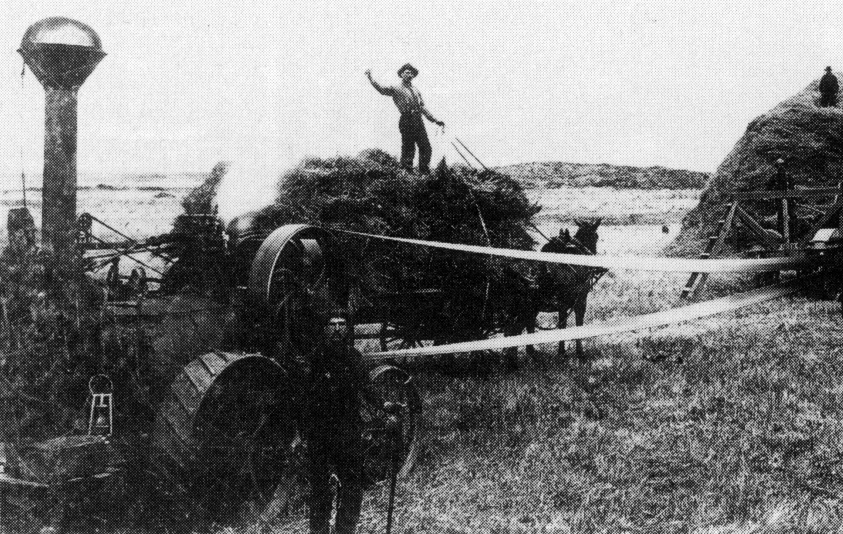
Door stoom aangedreven dorsmachine, nabij Hallock, Minnesota, 1882.

De Zweedse emigratie naar de Verenigde Staten bereikte zijn hoogtepunt in de periode 1870-1900. De omvang van de Zweeds-Amerikaanse gemeenschap in 1865 wordt geschat op zo'n 25.000 mensen, een bevolkingsaantal dat al gauw door de jaarlijkse Zweedse immigratie zou worden overtroffen. Rond 1890 rapporteerde de U.S. Census een Zweeds-Amerikaans bevolkingsaantal van bijna 800.000 waarbij de immigratie een hoogtepunt bereikte in 1869 en opnieuw in 1887. Het grootste deel van deze toestroom vestigde zich in het noorden. Verreweg de meesten van hen waren boer geweest in het oude land, en weggedreven uit Zweden door rampzalige mislukte oogsten en aangetrokken tot Amerika doordat er goedkoop land beschikbaar was als gevolg van de Homestead Act uit 1862. De meeste immigranten werden pionier en ontgonnen en cultiveerden het ongerepte land van het Midden-Westen en breidden de nederzettingen van vóór de burgeroorlog uit naar het westen, richting Kansas en Nebraska. Als er eenmaal grote Zweedse boerengemeenschappen op de prairie waren ontstaan, lag de grootste stimulans voor verdere migratie van boeren in de persoonlijke contacten. De iconische "brief uit Amerika aan vrienden en familieleden thuis" sprak direct vanuit een positie van vertrouwen en gemeenschappelijke achtergrond, en was daardoor meteen overtuigend. Op het hoogtepunt van de migratie konden brieven uit Amerika van de familie tot een kettingreactie leiden, die soms nagenoeg Zweedse parochies ontvolkten, waarbij hechte gemeenschappen verdwenen, die dan weer samengevoegd werden in het Midden-Westen.
Er waren andere krachten in het spel die maakten dat de nieuwe immigranten zich verplaatsten richting de steden, met name naar Chicago. Volgens historicus Barton daalden de kosten voor de Trans-Atlantische overtocht tussen 1865 en 1890 met meer dan de helft. Dit had tot gevolg dat steeds meer armoedigere Zweden een groter deel van de immigratie voor hun rekening namen. De nieuwe immigranten werden steeds jonger en waren ongetrouwd. Met de verschuiving van migratie in familieverband naar individuele migratie, ontstond een snellere en volledigere veramerikanisering, omdat jonge, alleenstaande personen met weinig financiële middelen ieder baantje aannamen dat ze konden krijgen, meestal in de stad. In groten getale gingen zij rechtstreeks naar de Amerikaanse steden (ook degenen die al boer waren geweest in het oude land) waar ze woonden en werkten totdat ze genoeg gespaard hadden om te trouwen en een boerderij voor zichzelf te kopen. Een groeiend deel bleef in de stadscentra waardoor ze emigratie combineerden met de vlucht van het platteland naar de stad, een tendens die in het thuisland en overal in Europa plaatsvond.
Alleenstaande jonge vrouwen stapten meestal direct over van het werk op de akker op het Zweedse platteland naar een baan als inwonende bediende in een stad in Amerika. 'Literatuur en traditie hebben het vaak tragische beeld van de immigrant-pionier huisvrouw en moeder in stand gehouden', schrijft Barton, 'en drukken de zwaarte van de ontberingen, het verlies en verlangen op de ongetemde grens uit (...) Bijzonder aan de nieuwkomers was echter de jonge, ongehuwde vrouw (...) Als huishoudelijke hulp werden ze in Amerika behandeld als familieleden voor wie ze werkten, en als 'dames' door de Amerikaanse mannen, die hen een hoffelijkheid en egard toonden die ze niet van huis uit kenden.' Ze vonden gemakkelijk werk omdat er een grote vraag naar Scandinavische dienstmeisjes was en leerden de taal en gewoonten snel. De arbeidsomstandigheden waren veel beter dan in Zweden met betrekking tot salaris, werktijden, steun en de mogelijkheid om van baan te veranderen. Daartegenover staat dat pas gearriveerde Zweedse mannen vaak te werk werden gesteld in Zweedse groepen arbeiders. De jonge vrouwen trouwden meestal met Zweedse mannen en brachten in hun huwelijk een enthousiasme voor welgemanierde, Amerikaanse omgangsvormen en beschaafdheid behorend bij de middenklasse: er zijn veel bewonderende opmerkingen opgetekend over de verfijning en elegantie die eenvoudige Zweedse boerenmeisjes in een paar jaar tijd wisten te verkrijgen en over hun onmiskenbare Amerikaanse gedrag eind negentiende eeuw. De Zweden die bekend stonden als harde werkers werden over het algemeen welkom geheten door de Amerikanen, die hen vaak bestempelden als de 'beste' immigranten. Er was geen significant anti-Zweeds nativisme dat vergelijkbaar was met de kritiek op Ieren, Duitsers en vooral Chinese nieuwkomers. De Zweedse stijl was vertrouwder: 'Het zijn geen venters, noch orgeldraaiers, noch bedelaars; ze verkopen geen confectiekleding, of hebben pandjeshuizen' schreef de congregationalistische zendeling M.W. Montgomery in 1885. 'Ze zoeken niet de toevlucht tot de Amerikaanse vlag om het socialisme, het nihilisme, het communisme onder ons te introduceren en te stimuleren…ze lijken meer op Amerikanen dan andere vreemde volken.'

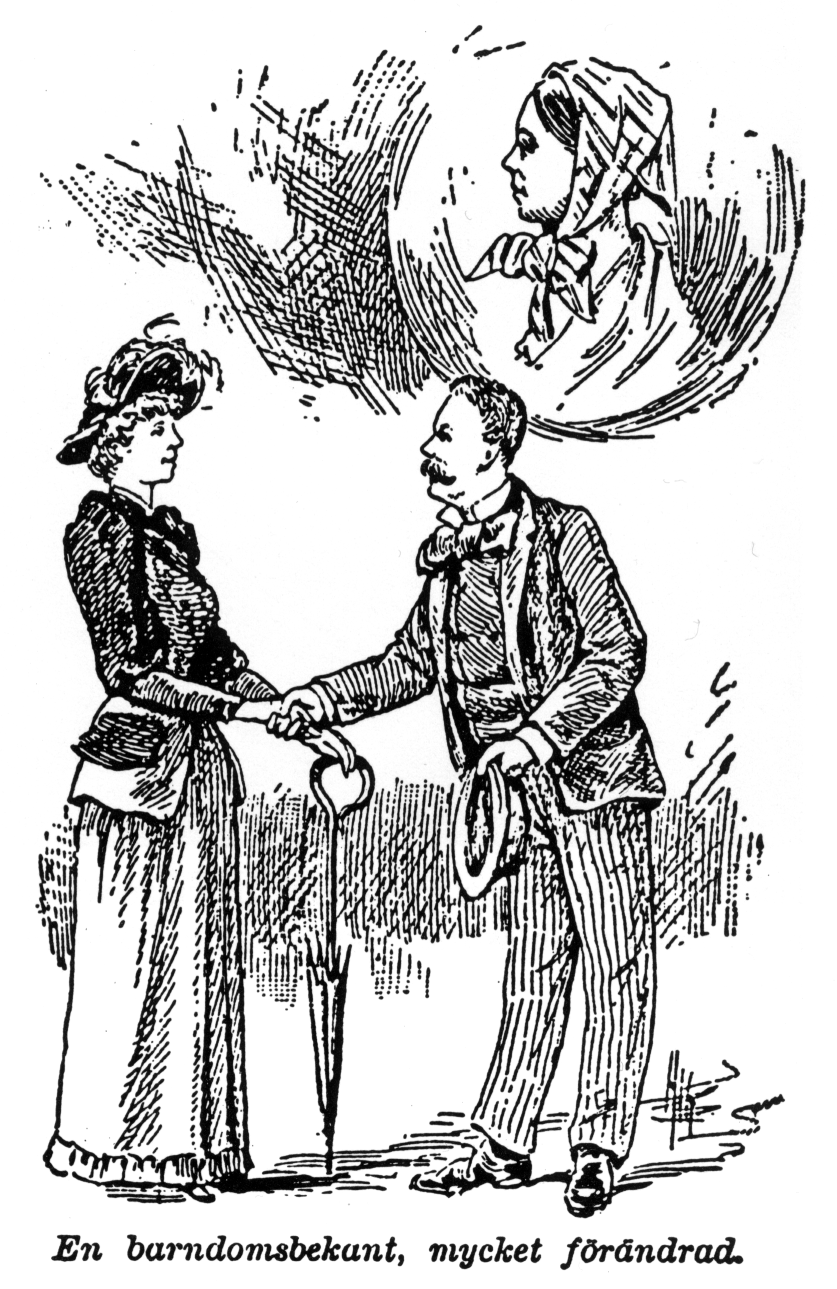
"Een kennis uit de kindertijd, erg veranderd": de snelle groei naar verfijning in Amerika van een jonge Zweedse boerenvrouw.

In de jaren zeventig van de negentiende eeuw brachten een aantal gevestigde Amerikanen van Zweedse komaf, een bezoek aan Zweden. Daarbij maakten ze opmerkingen die voor historici een bron aan informatie opleverden over de culturele tegenstellingen die er speelden. Een groep uit Chicago ondernam de reis in een poging te remigreren en hun latere jaren in hun geboorteland door te brengen, maar veranderde van gedachten toen ze geconfronteerd werden met de realiteit van de negentiende-eeuwse Zweedse samenleving. Oncomfortabel met wat zij omschreven als sociaal snobisme, wijdverbreide dronkenschap en een oppervlakkig religieus leven in het oude land, keerden zij onmiddellijk terug naar Amerika. De opmerkelijkste bezoeker was Hans Mattson (1832-1893), een vroege kolonist uit Minnesota, die in de Union Army had gediend en staatssecretaris van Minnesota was geweest. Hij had Zweden in 1868-69 bezocht om kolonisten te werven namens de Minnesota Immigration Board, en nog eens in de jaren zeventig (1870), om voor de Northern Pacific Railroad mensen te rekruteren. Met verontwaardiging aanschouwde hij het snobisme in Zweden en schreef in zijn boek Reminiscenes dat dit contrast de sleutel was tot de grootsheid van Amerika, waar "arbeid wordt gerespecteerd terwijl daar in de meeste andere landen met minachting op wordt gekeken". Hij keek spottend neer op de eeuwenoude praalvertoning van de monarchie tijdens de ceremoniële opening van de Riksdag. 'Met alle respect voor oude Zweedse zeden en gewoonten, ik kan deze vertoning alleen maar vergelijken met een groot Amerikaans circus, zonder menagerie natuurlijk'.
Het eerste wervingsbezoek van Mattson kwam onmiddellijk na twee opeenvolgende seizoenen waarbij de oogst mislukte (1867-1868) en hij werd 'belegerd door mensen die mij terug naar Amerika wilden vergezellen'. Hij merkte op dat:

de werkende en middenklasse toen al een vrij correct beeld van Amerika had, en het lot dat de emigranten daar te wachten stond; maar de onwetendheid onder de aristocraten en vooral onder de ambtenaren, de vooroordelen en haat naar Amerika en alles dat daarmee verband houdt was even onvergeeflijk als bespottelijk. Zij beweerden dat het alles in Amerika oplichterij was, dat het een paradijs was voor ploerten, oplichters, schurken, en dat er niets goeds vandaan kon komen.

Een latere Amerikaanse immigrant, Ernst Skarstedt, die Zweden in 1885 bezocht, kreeg dezelfde bittere indruk van arrogantie en anti-Amerikaans sentiment vanuit de hogere kringen. De arbeidersklasse op haar beurt scheen hem grof en vulgair, in het openbaar veel drank gebruikend, sprekend in een stroom van vloeken en obscene grappen makend in aanwezigheid van vrouwen en kinderen. Skarstedt voelde zich 'enerzijds omringd door arrogantie en anderzijds door slaafsheid, een manifeste minachting voor ongeschoold werk, een zucht om meer te zijn dan men is'. Ook deze reiziger hoorde onophoudelijk hoe op de Amerikaanse samenleving en cultuur werd afgegeven. 'Als ik in al mijn bescheidenheid iets over Amerika vertelde, zou het kunnen dat ik te horen kreeg dat dit onmogelijk zo kon zijn of dat men de zaak beter begreep in Zweden'.
De Zweedse emigratie daalde drastisch na 1890. Naarmate de omstandigheden in Zweden verbeterden nam de remigratie toe. Zweden onderging rond 1890 binnen een paar jaar een snelle industrialisatie, waarbij de lonen met name in de mijnbouw, bosbouw en landbouw stegen. De aantrekkingskracht vanuit de VS daalde zelfs sterker dan de impuls vanuit Zweden, naarmate de beste landbouwgrond werd ingenomen. De Zweeds-Amerikaanse gemeenschap die niet langer groeide maar zich juist vestigde en hechter werd, scheen vastbesloten steeds meer Amerikaans en minder Zweeds te worden. In de daaropvolgende eeuw was er echter sprake van een nieuwe toestroom.

### Religieuze verwarring
In de negentiende eeuw steunde de Lutherse Staatskerk de regering door zich te kanten tegen zowel emigratie als de pogingen van predikers om soberheid te bepleiten. Dit escaleerde tot een punt waarop haar predikanten zelfs vervolgd werden door de kerk voor het prediken van soberheid. De reacties van gemeenteleden hierop hebben mede geleid tot inspiratie om het land te verlaten (wat echter tot 1840 in strijd was met de wet).

## Twintigste eeuw

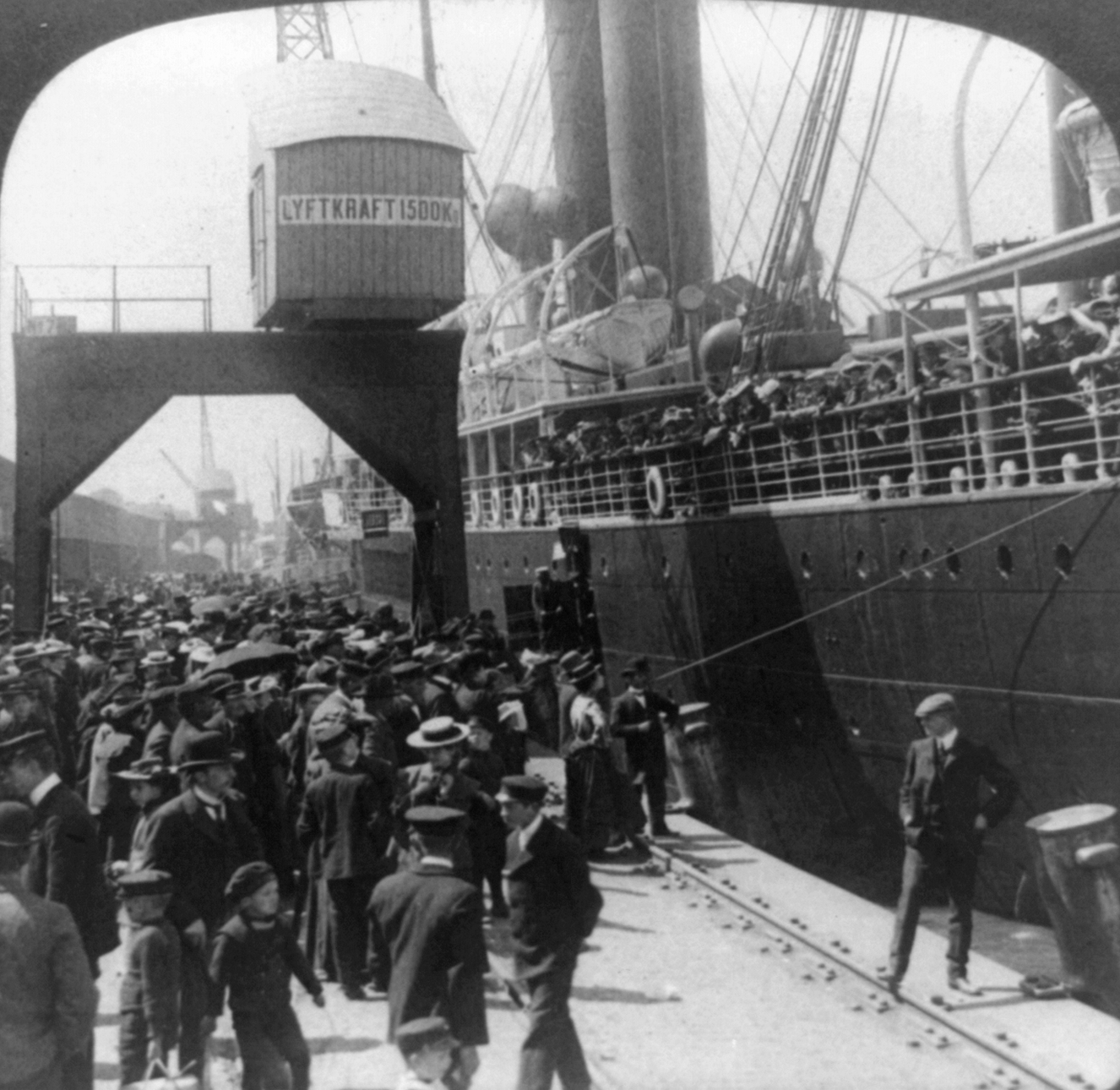
Zweedse emigranten gaan aan boord in Göteborg in 1905.

De emigratie steeg weer en bereikte in 1903 een nieuwe piek met ongeveer 35.000 uitreizende Zweden. De emigratiecijfers bleven tot aan de Eerste Wereldoorlog hoog, wat alarmerend was voor zowel de conservatieve Zweden die emigratie als een uitdaging van de nationale solidariteit zagen, als de liberalen die vreesden dat met het vertrek van de beroepsbevolking de economische ontwikkeling in het gedrang kwam. Een kwart van alle Zweden had van de Verenigde Staten hun nieuwe thuisland gemaakt en een ruime nationale consensus gaf in 1907 opdracht dat een Parlementaire Emigratie Commissie het probleem moest bestuderen. De Commissie publiceerde haar bevindingen en voorstellen in 21 omvangrijke boeken. De Commissie verwierp conservatieve voorstellen voor wettelijke beperkingen op emigratie en steunde uiteindelijk de liberale lijn om "de beste kanten van Amerika naar Zweden te halen" door middel van sociale en economische hervormingen. Bovenaan de lijst urgente hervormingen stonden algemeen kiesrecht voor mannen, betere huisvesting en algehele economische ontwikkeling. De Commissie hoopte vooral dat een bredere volksontwikkeling de sociale verschillen en klassenverschillen tegen zou gaan.
Klassenongelijkheid in de Zweedse samenleving was een sterk en steeds terugkerend thema in de bevindingen van de Commissie. In de 289 persoonlijke verhalen die in het rapport zijn opgenomen bleek dit een belangrijke motivator. Deze documenten, die vandaag de dag van grote onderzoekwaarde en van menselijk belang zijn, zijn door Zweedse personen in Canada en de VS op verzoek van Zweeds-Amerikaanse kranten gepresenteerd. Verreweg de meeste reacties over het nieuwe thuisland waren enthousiast en bekritiseerden de omstandigheden in Zweden. Na soms veertig tot vijftig jaar in Amerika knaagden bittere ervaringen met het Zweedse klasse snobisme nog steeds. Schrijvers herinnerden zich het harde werk, de erbarmelijke lonen en de bittere armoede op het Zweedse platteland. Een vrouw uit North Dakota schreef hoe ze in haar thuisparochie in Värmland vanaf haar achtste jaar de kost moest verdienen bij een boerengezin, waarbij ze 's ochtends om vier uur aan het werk was gegaan en van "rotte aardappels en haring" leefde, die in kleine porties uitgeserveerd werden, "zodat ik mezelf niet ziek zou eten". Ze zag "geen mogelijkheid om iets te sparen in geval van ziekte", maar eerder "het armenhuis dat in de verte op mij wachtte". Toen ze zeventien was, stuurden haar broers die geëmigreerd waren, haar een betaalde ticket voor Amerika, en "het uur van de vrijheid was aangebroken".
Een jaar nadat de Commissie haar laatste deel had gepubliceerd, brak de Eerste Wereldoorlog uit en liep de emigratie sterk terug. Vanaf de jaren 1920 was er geen sprake meer van massale Zweedse emigratie. De invloed van de ambitieuze Emigratie Commissie om het probleem op te lossen, is nog steeds een onderwerp van discussie. Franklin D. Scott voerde in een toonaangevend essay aan dat de American Immigration Act van 1921 de meest doeltreffende reden was. Barton daarentegen, verwijst naar de snelle tenuitvoerlegging van vrijwel alle aanbevelingen van de Commissie, van industrialisatie tot aan een pakket aan sociale hervormingen. Hij stelt dat de bevindingen van de Commissie een krachtig cumulatief effect moet hebben gehad op de Zweedse leiders en algehele publieke opinie.

## Zweedse Amerikanen

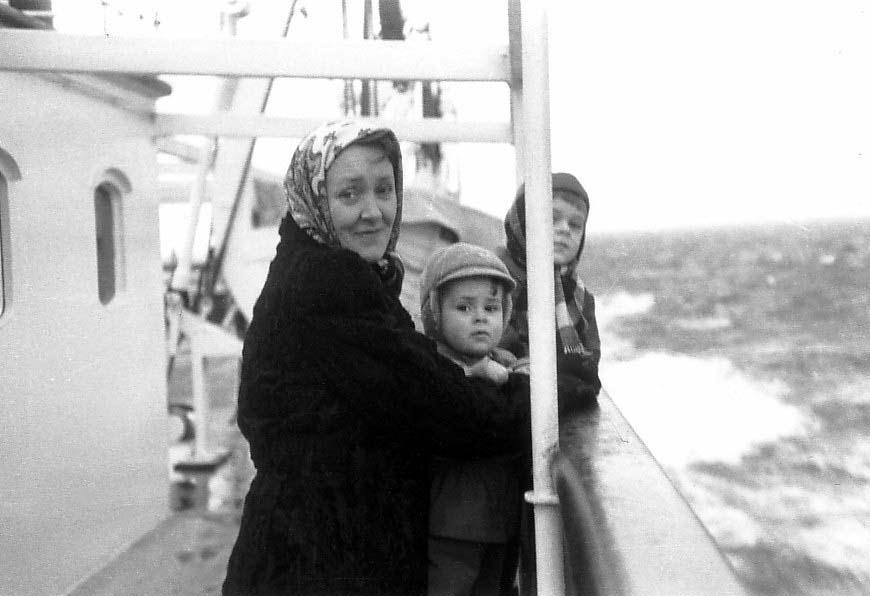
1950: emigrant Birgit Riddersteldt met zoontjes op de Atlantische Oceaan, op weg naar Portland, Maine en verder naar Chicago.

Het Midden-Westen bleef het hart van de Zweeds-Amerikaanse gemeenschap, maar in de twintigste eeuw verzwakte haar positie: in 1910 woonde 54 procent van de Zweedse immigranten en hun kinderen in het Midden-Westen, 15 procent in industriële gebieden in het oosten en 10 procent aan de westkust. Chicago was in feite de Zweeds-Amerikaanse hoofdstad, en huisvestte ongeveer 10% van alle Zweedse Amerikanen ̶ dat waren er meer dan 100.000 – waardoor het de op een na grootste Zweedse stad ter wereld was (alleen Stockholm had een hoger Zweeds inwonersaantal)
De Zweeds-Amerikaanse gemeenschap, die zichzelf omschrijft als zowel Zweeds als Amerikaans, bleef een fascinatie voor het oude land houden en de relatie ermee. De nostalgische bezoeken aan Zweden die in de jaren 1870 waren begonnen, liepen door tot in de twintigste eeuw. De verhalen over deze reizen vormden een hoofdbestanddeel van de levendige Zweeds-Amerikaanse uitgeverijen. De verslagen getuigen van complexe gevoelens, maar iedere bijdrage van de Amerikaanse reiziger getuigt van verontwaardiging over de Zweedse hooghartigheid en gebrek aan respect voor vrouwen. Met hernieuwde trots voor de Amerikaanse cultuur keerden zij terug naar het Midden-Westen.

Verdeling van de Zweedse Amerikanen per district in 2000, volgens de United States Census.

In de Amerikaanse volkstelling van 2000 (US Census) stelden ongeveer vier miljoen Amerikanen dat ze Zweedse wortels hadden. Minnesota blijft met een ruime marge de staat met de meeste inwoners van Zweedse afkomst ̶  9,6% van de bevolking in 2005.

### Herinnering
De bekendste artistieke voorstelling van de Zweedse massamigratie is de vierdelige epische boekenreeks Utvandrarna (1949-1959), door Vilhelm Moberg (1898-1973). De serie portretteert het leven van een emigrantenfamilie gedurende verschillende generaties. De boeken zijn in meer dan twintig talen vertaald en er zijn bijna 2 miljoen exemplaren in Zweden van verkocht. De tetralogie is verfilmd door Jan Troell als The Emigrants (1971) en The New Land (1972) en ligt aan de basis van Kristina från Duvemåla, een musical uit 1995 van de voormalige ABBA-leden Benny Andersson en Björn Ulvaeus.
In Zweden is de stad Växjö in Småland de thuisbasis van het Zweedse emigranteninstituut (Svenska Emigrantinstitutet). Het werd opgericht in 1965 om de verslagen, interviews, en gedenkwaardigheden te bewaren die betrekking hebben op de periode van de belangrijkste Zweedse emigratie tussen 1846 en 1930. Het Emigranternas Hus (Huis van Emigranten) werd in 2004 opgericht in Göteborg, de belangrijkste vertrekhaven voor Zweedse emigranten. Het centrum vertoont tentoonstellingen over migratie en heeft een onderzoeksruimte voor genealogie.
In de Verenigde Staten zijn vanaf 2007 honderden Zweeds-Amerikaanse organisaties actief, voor wie de Swedish Council of America als papaplu-organisatie functioneert. Er zijn Zweeds-Amerikaanse musea in Philadelphia, Chicago, Minneapolis en Seattle. Begraafplaatsen op het platteland zoals de Moline Swedish Lutheran Cemetery in centraal Texas herinneren eveneens aan de eerste Zweden die naar Amerika kwamen.